# مصفوفة إبر شبكية عضوية

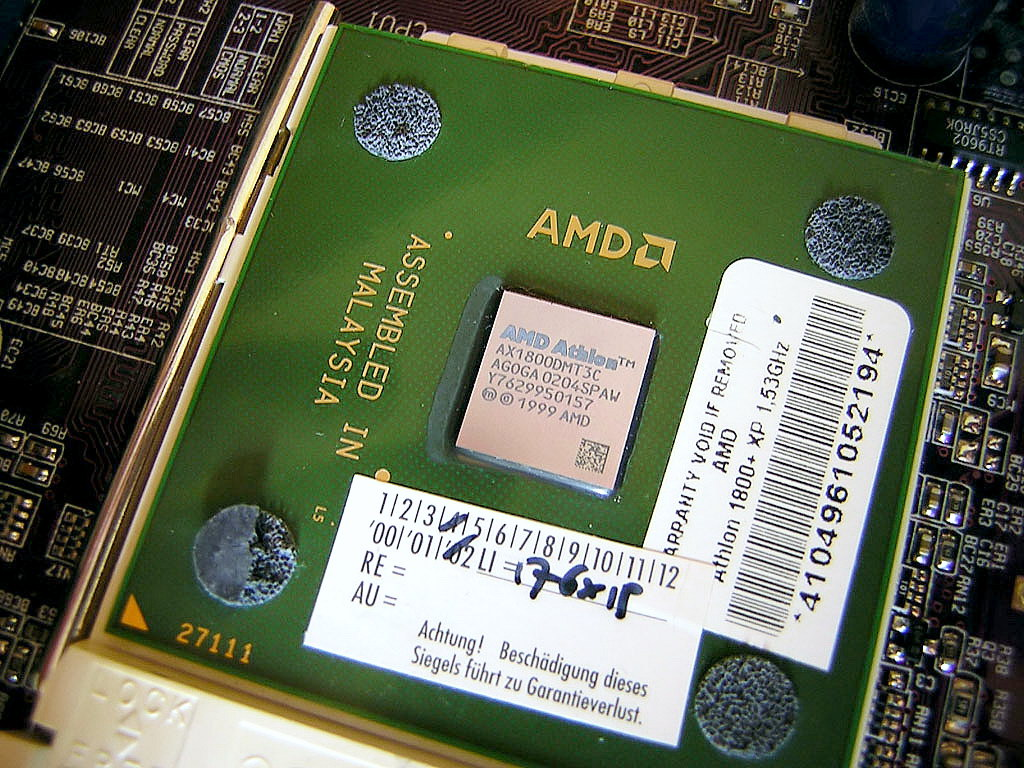

مصفوفة إبر شبكية عضوية (بالإنجليزية: Organic Pin Grid Array)‏ وهي تقنية تغليف مستخدمة من قبل بعض الدوائر المتكاملة, وتكون رقاقة المعالجة موصولة بقطعة بلستك عضوي والتي موصول بها إبر بتقنية شبكة إبر مصفوفة والتي تصلها بمقبس لوحة الأم.